# Polarone

Illustrazione del polarone: l'elettrone distorce il reticolo cristallino attirando gli ioni caricati positivamente e respingendo quelli negativi.

Il polarone è una quasiparticella composta da un elettrone più il campo di polarizzazione elettrica che l'accompagna. Un elettrone che si muove in un cristallo interagendo con gli ioni sarà permanentemente circondato da una regione di polarizzazione del reticolo causata dalla deformazione del reticolo degli ioni. L'elettrone attira verso di sé gli ioni caricati positivamente. Muovendosi attraverso il cristallo, l'elettrone porta con sé la distorsione del reticolo, sicché è possibile parlare di nuvola di fononi accompagnante l'elettrone.
In scienza dei materiali, un polarone si forma quando una carica in una catena molecolare influenza la geometria locale dei nuclei, causando un'attenuazione (o anche un'inversione) delle ampiezze dei legami vicini. Questo stato eccitato possiede un'energia intermedia tra le bande inferiore e superiore.
Il concetto di polarone è usato riguardo ai modi di rendere un polimero un conduttore elettrico, come ad esempio il PPV (poliparafenilenevinilene), un diffuso polimero conduttore attualmente disponibile commercialmente. In questo caso si è provato a creare uno stato eccitato che in seguito si diseccita in modo radiativo (emettendo luce) o non radiativo (con vibrazioni, ecc.). Uno dei modi più semplici per creare questo stato eccitato è alternando la geometria dei legami, drogando il polimero. In un bipolarone due unità cariche esistono all'interno di una catena molecolare.  Un liquido di polaroni è stato osservato in perovskiti cuprate drogate, che mostrano superconduttività ad alta temperatura critica.
Il polarone, una quasiparticella fermionica, non deve essere confusa con il polaritone, un bosone, che corrisponde, ad esempio, allo stato ibrido tra un fotone e un fonone ottico.